# Wushu ai Giochi mondiali 2022 - Taijiquan e Taijijian maschile
La gara del taijiquan e taijijian maschile di wushu ai Giochi mondiali 2022 si è svolta il 12 e il 13 luglio 2022 a Birmingham.

## Risultati
| Rank | Atleta              | Nazione       | Taijiquan | Taijijian | Totale |
| ---- | ------------------- | ------------- | --------- | --------- | ------ |
| 1    | Yu Won-Hee          | Corea del Sud | 9.427     | 9.553     | 18.980 |
| 2    | Zheng Yu Hosea Wong | Brunei        | 9.487     | 9.437     | 18.924 |
| 3    | Yeung Chung Hei     | Hong Kong     | 9.253     | 9.650     | 18.903 |
| 4    | Brahmna Sanma       | India         | 9.133     | 9.047     | 18.180 |
| 5    | Murray Cheung       | Canada        | 9.023     | 8.917     | 17.940 |
| 6    | Jo Saelee           | Thailandia    | DNS       | DNS       |        |